# Idarnes gracile
Idarnes gracile är en stekelart som beskrevs av Wiebes 1968. Idarnes gracile ingår i släktet Idarnes och familjen fikonsteklar.
Artens utbredningsområde är Kenya. Inga underarter finns listade i Catalogue of Life.